# Międzynarodowy Dzień Ptaków
Międzynarodowy Dzień Ptaków, (ang. International Bird Day) – święto obchodzone corocznie 1 kwietnia. Święto ustanowione na arenie międzynarodowej w 1906 roku podczas ratyfikacji Konwencji o Ochronie Ptaków Pożytecznych dla Rolnictwa  19 marca 1902 r. Polska przystąpiła do konwencji 18 lutego 1932 roku.
Obchody tego dnia koordynuje BirdLife International – ogólnoświatowa federacja organizacji pozarządowych zajmujących się ochroną ptaków, której partnerem w Polsce jest Ogólnopolskie Towarzystwo Ochrony Ptaków.